# Centre de recherche en mathématiques de la décision
 (janvier 2013).
Si vous disposez d'ouvrages ou d'articles de référence ou si vous connaissez des sites web de qualité traitant du thème abordé ici, merci de compléter l'article en donnant les références utiles à sa vérifiabilité et en les liant à la section « Notes et références ».
Ne pas confondre avec le Cerema.
Cet article possède un paronyme, voir Sérénade.
Le CEREMADE (CEntre de REcherche en MAthématiques de la DÉcision) est une unité mixte de recherche du CNRS (UMR 7534) située à l'Université Paris-Dauphine, qui a été créée en 1970.
Le CEREMADE comprend environ 75 chercheurs et enseignants-chercheurs permanents, plus un nombre important de doctorants et post-doctorants. Le CEREMADE est un centre de recherche à spectre large, avec trois principaux axes de recherche, l'analyse non linéaire, les probabilités et statistiques et les applications des mathématiques à l'économie et la finance. Ces trois axes ne coupent pas le centre en trois, puisqu'un bon nombre de membres du centre font des recherches dans plusieurs axes, facilitant ainsi des échanges entre sous-disciplines qui font la richesse du centre.
En analyse mathématique, l'optimisation, la physique mathématique, les méthodes variationnelles, les systèmes dynamiques, l'analyse d'image, l'étude d'équations elliptiques et paraboliques non linéaires et leurs applications, l'analyse numérique, le calcul scientifique ou la théorie du contrôle sont des thématiques qui occupent un grand nombre de chercheurs. Ce groupe, ainsi que le groupe de probabilités et statistiques est impliqué dans le Master MATH cohabilité avec l'ENS Ulm.
Le groupe d'économie et finance mathématique est le plus proche des thématiques principales de l'Université Paris-Dauphine, et son activité se développe autour de la finance, le risque, l'assurance et la théorie des jeux. Ce groupe est fortement impliqué dans les activités de l'Institut Finance de l'Université Paris-Dauphine, l'Institut Europlace Finance et la Fondation du risque. Deux masters principaux sont gérés par ce groupe, le Master d'Actuariat (avec le support de l'Institut des actuaires) et le MASEF, cohabilité avec l'ENSAE.
En probabilités et statistiques les thématiques développées au CEREMADE vont des statistiques bayésiennes et des méthodes MCMC à la physique statistique. Cet axe est aussi fortement impliqué dans le secteur de l'économie et la finance mathématique. En plus du Master 2 en EDP et Probabilités, ce groupe est impliqué dans le Master MASH, autour du traitement statistique de l'information, cohabilité avec l'ENSAE et Télécom ParisTech.
Le CEREMADE reçoit tous les ans de nombreux visiteurs étrangers, soit dans le cadre des collaborations ponctuelles, soit dans le cadre des actions bilatérales et internationales diverses dans lesquelles le centre est impliqué. 

## Organisation
Le CEREMADE est organisé selon trois groupes thématiques :
- Analyse non linéaire
- Mathématiques de l'économie et de la finance
- Probabilité et Statistiques

## Membres célèbres
Parmi les membres du CEREMADE, on compte :
- Vladimir Arnold[1], ancien professeur
- Jean-Pierre Aubin, ancien professeur
- Alain Bensoussan, ancien professeur
- Ivar Ekeland, professeur émérite
- Maria Esteban, directrice de recherche, ancienne directrice du laboratoire
- Elyès Jouini, professeur, ancien ministre tunisien chargé des Réformes économiques
- Jean-Michel Lasry, ancien professeur
- Mathieu Lewin, directeur de recherche, actuel directeur du laboratoire
- Pierre-Louis Lions, médaillé Fields en 1994, également membre du Collège de France, ancien directeur du laboratoire
- Yves Meyer, prix Abel 2017, professeur de 1985 à 1995
- Christian Robert, professeur
- Judith Rousseau, professeure
- Cédric Villani, ancien doctorant, médaillé Fields en 2010
- Irène Waldspurger, chargée de recherche